# Шляйниц, Конрад
Конрад Шляйниц (нем. Heinrich Conrad Schleinitz; 1 октября 1805, Цашвиц близ Дёблица — 13 мая 1881, Лейпциг) — немецкий юрист и администратор, директор Лейпцигской консерватории в 1849—1881 гг.
Окончил Школу Святого Фомы и юридический факультет Лейпцигского университета, практиковал как юрист. Получил также определённое вокальное образование, выступал как певец-любитель (тенор), участвовал в нескольких публичных концертах. Как член попечительского совета Гевандхауса сыграл ведущую роль в организации приглашения Феликсу Мендельсону возглавить оркестр. Шляйница связывали с Мендельсоном дружеские отношения: Мендельсон, в частности, посвятил ему свою музыку к комедии Шекспира «Сон в летнюю ночь» (среди других посвящений Шляйницу — «Пять песен для мужского хора» Нильса Гаде, 1861).
После смерти Мендельсона в 1847 г. Шляйниц оставил свою юридическую практику ради занятия наследием композитора. В 1848 г. он выпустил каталог музыкальных рукописей, оставленных Мендельсоном. Кроме того, Шляйниц занял пост руководителя созданной Мендельсоном Лейпцигской консерватории и находился в этой должности до конца жизни, несмотря на то, что в последние годы практически ослеп. Коллега Шляйница, руководитель Кёльнской консерватории Фердинанд Хиллер называл его «одним из самых образованных музыкантов-любителей нашего времени».